# ۵٬۳٬۱-تری‌کلروبنزن
۵٬۳٬۱-تری‌کلروبنزن (به انگلیسی: 1,3,5-Trichlorobenzene) یک ترکیب شیمیایی است. شکل ظاهری این ترکیب، پودر یا بلورهای سفید و زرد است.